# Бек, Христиан Андреевич
Христиан Андреевич Бек (17 февраля 1768, Арнштадт, Шварцбург-Зондерсгаузен, Священная Римская империя — 12 октября 1853, Санкт-Петербург, Российская империя) — государственный деятель, тайный советник.

## Биография
Родом из немецкого княжества Шварцбург-Зондерсгаузен, сын «придворного агента», в молодых годах попал в Курляндию и по присоединении её к России, в 1795 году вступил в русскую службу.
На следующий год переехал в Санкт-Петербург, был причислен к герольдии, в 1797 году перешел в канцелярию петербургского военного губернатора, в 1801 году поступил в коллегию иностранных дел, уже в чине статского советника.
В коллегии он состоял «при особливой должности», а именно заведовал составлением шифров для секретной корреспонденции и дешифровкой иностранных депеш. Искусство Бека очень ценили в коллегии; в 1809 году ему пожаловали в аренду 4 мызы в Лифляндии, а 1 января 1811 года наградили чином действительного статского советника.
25 марта 1812 года, через неделю после ссылки Сперанского, был внезапно арестован и заключен в Петропавловскую крепость по обвинению в тайных сношениях с Сперанским (за то, что доставлял Сперанскому расшифрованные секретные бумаги, найденные в кабинете последнего). Это побудило Андрея Андреевича Жерве обратиться к Государю с письмом, в котором считал «своим самым священным долгом разъяснить мнение» Александра I по сему предмету. Письмо на французском языке было передано Императору графом Нессельроде 26 марта. Жерве писал: 

«Я один и единственно я доставлял эти бумаги господину Сперанскому, который в действительности знал, что я их получаю от Бека, но сей последний находился в полнейшем неведении об этом употреблении бумагами мною делаемом... ...льщу себя надеждою, что ваше величество сочтет справедливым освободить ныне г-на Бека от всякой ответственности в этом отношении. Я только повинуюсь законам чести, делая подобное признание вашему императорскому величеству (и безропотно подчиняюсь наказанию, которое по мнению вашего величества заслуживаю)… Если я ошибся, зайдя слишком далеко в моем доверии к Сперанскому, то очевидно являюсь виновным и подчиняюсь безропотно наказанию, которому ваше величество признаете нужным меня подвергнуть».

Прочтя письмо, Александр Первый сказал: «je vois bien qu' il n' y a dans tout cela rein de criminel, je laisserai tomber cette affaire et ferai sortir Beck» (я хорошо вижу, что во всем этом нет ничего преступного и я прикажу прекратить это дело и освободить Бека).
Разбиравший дело секретный комитет постановил: «Бека, в исполнение Высочайшей воли, из-под караула освободить, взяв с него строгую подписку, чтобы он жил смирно и ни в какие сплетни не вмешивался; полиции же иметь за поведением его надзор…» Только к 6 июля 1812 года, протомившись в заключении более трех месяцев, Бек был освобожден.
Он вернулся к прежним своим служебным занятиям, в 1828 году получил чин тайного советника. Затем, в последние годы своей жизни состоял старшим советником министерства иностранных дел.
Член-корреспондент Санкт-Петербургской академии наук c 27.11.1816. Жалован 28.03.1841 дипломом на потомственное дворянское достоинство. 
Был женат на дочери лейб-медика Ивана Леонтьевича Блока, Елене (1777—1856). Их дети: Александр (1810—1878), Амалия (р. 1814), София Эмилия (р. 1817).